# Boza (Getränk)

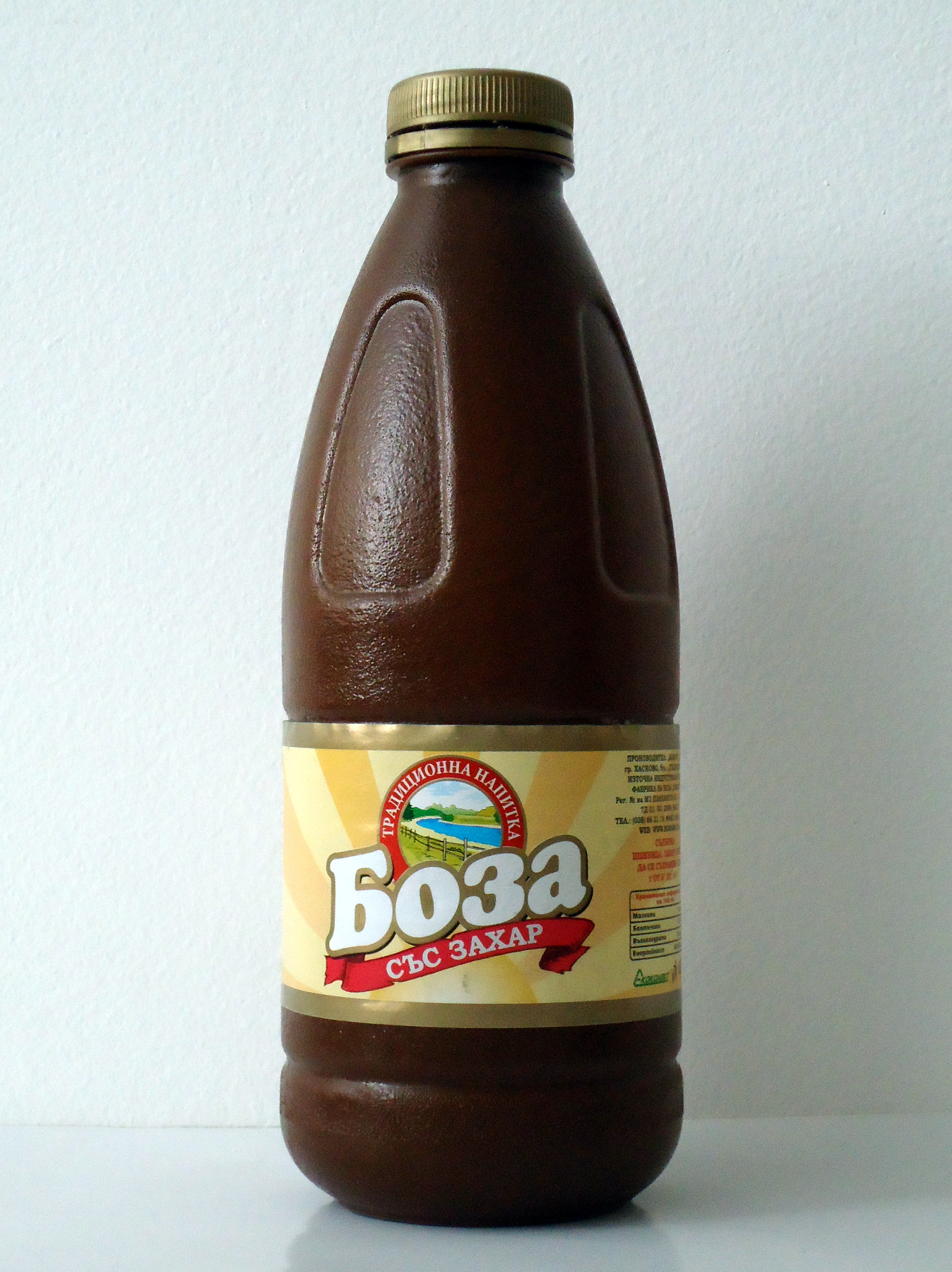
Flasche bulgarische Boza

Boza (türkisch boza, bulgarisch боза [boˈza], rumänisch bragă) ist ein leicht alkoholisches, süßlich-prickelndes Getränk aus Getreide (ursprünglich aus Hirse), das auf dem Balkan und in der Türkei, in Zentralasien und im Nahen Osten konsumiert wird.

## Geschichte
Etymologisch wird von einer tschagatai-turksprachigen und einer persischsprachigen Herkunft (büze = persisch für „Hirse“) ausgegangen.
Die genaue Ermittlung des Ursprungs ist schwierig, denn alkoholische Getränke auf Hirsebasis sind bei den altorientalischen Zivilisationen (Babylonier, Ägypter) seit der Frühzeit bekannt. Im Fall des Boza gehen verschiedene Autoren vielfach von einer zentralasiatischen Herkunft aus, welches mit den Nomadenstämmen nach Anatolien gebracht wurde. Die Seldschuken nannten bierähnliche Getränke Bekni.
Im Osmanischen Reich war die Boza-Produktion ein wichtiges Handelsgewerbe, und viele Brauereien und Trinkhallen (sogenannten Bozahâne) wurden errichtet. Auch war das Boza das Leibgetränk der Janitscharen. In Kriegszeiten folgte immer ein Bozacı – ein Boza-Hersteller – den Truppen und sicherte so die Versorgung. Unter Selim III. wurde eine Variante mit Opium auf den Markt gebracht. Vom osmanischen Reiseerzähler Evliya Çelebi sind Boza-Süchtige bekannt, die seinen Worten nach „nie von Straßenhunden gebissen wurden“, da sie aufgrund ihres unsicheren Ganges immer einen Gehstock bei sich haben mussten. Vom türkischen Boza berichtete schon der arabische Weltreisende Ibn Battuta im 14. Jahrhundert, als er Zentralasien besuchte. Unter Mehmed IV. wurden alle alkoholischen Getränke inklusive des geringprozentigen Boza – wenn auch nicht erfolgreich – kurzerhand verbannt.

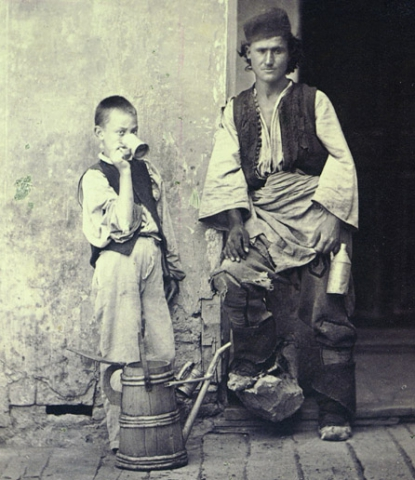
Bozaverkäufer in Bukarest – 1868

Mit der osmanischen Herrschaft kam das Boza in den Balkan, wo es besonders in Bulgarien und Rumänien als боза bzw. bragă bekannt ist. Vor der Verbreitung der bulgarischen Imbissstuben für Süßigkeiten (Sladkarniza), wo Boza an Zapfanlagen in große Trinkgläser eingeschenkt wurde, gehörten die Boza-Straßenverkäufer zum Straßenbild jeder Stadt. Da viele dieser Straßenverkäufer Albaner waren, glaubt man in Bulgarien, Boza sei ein albanisches Getränk. Im bulgarischen Radomir, das im 18. Jahrhundert eines der Zentren zur Herstellung von Boza war, gibt es ein Denkmal zu Ehren der Boza-Straßenverkäufer.
Auch in den nahöstlichen osmanischen Provinzen wie z. B. Ägypten wurde Boza konsumiert. Dort wird es teils höherprozentig gebraut (bis zu 7 %), teils wird ein ähnliches auf Lakritz basierendes Getränk Boza genannt. Über das arabische Wort für Boza soll später die englische Slang-Bezeichnung Booze für alkoholische Getränke entstanden sein.
Berühmt ist eine Boza-Schenke in Istanbul, Vefa Bozacısı, die eines der besten Istanbuler Bozas herstellen soll, der den osmanischen Palast und nicht zuletzt Mustafa Kemal Atatürk verkostete. Im Gegensatz zur häufig recht sauer und dünnflüssigen Version (z. B. in Bulgarien oder Albanien) ist diese Version des Boza dickflüssiger und süßer. Häufig wird es dort auch mit gerösteten Kichererbsen verzehrt, die man gegenüber in einem Laden kaufen kann.
Der türkische Autor Orhan Pamuk hat im Roman Diese Fremdheit in mir dem Boza ein Denkmal gesetzt. Sein Protagonist Mevlut kommt in den 1960er Jahren aus der anatolischen Provinz nach Istanbul. Hier verdient er für sich und seine Familie den Lebensunterhalt mit dem Straßenverkauf von Boza.

## Herstellung und Genuss

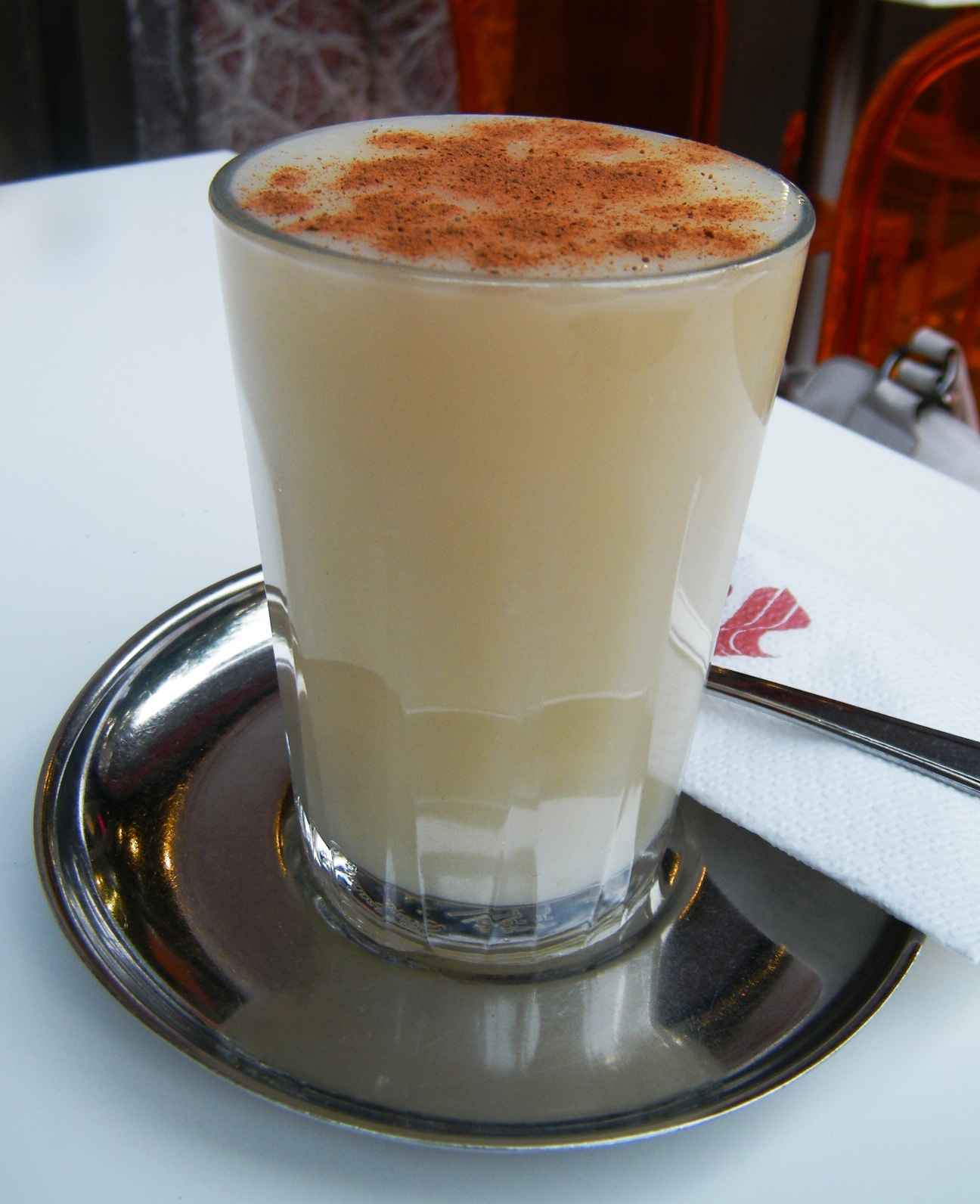
Boza mit Zimt in „Akman Boza Salonu“, Ankara.

Ursprünglich wird auf Hirsebasis gebraut. Es werden jedoch alle möglichen Getreidesorten verwendet. Bei der Fermentation entstehen Milchsäure und Ethanol, das fertige Produkt enthält zwischen 0,6 und 1 % Alkohol. Die Qualität der Portionen ist unterschiedlich, da das Gärmittel in den Anteilen Bakterien/Hefe recht heterogen ist. Je nach Variante wird auch extra gesüßt.
Boza hat, je nach Konsistenz, eine weiß-braune Farbe und eine (zäh-)flüssige Konsistenz. Das Getränk ist sehr nahrhaft und wird preisgünstig angeboten. Ältere Werbeplakate in Bulgarien warben mit wohlgenährten Kleinkindern mit roten Bäckchen für Boza. Auf dem Balkan wird er zu jeder Jahreszeit getrunken, besonders beim Frühstück in Verbindung mit Baniza.
In der Türkei war es bis vor der Einführung der Kühltechnik ein typisches Wintergetränk. Mittlerweile bekommt man es auch dort ganzjährig im Supermarkt, es hat aber aufgrund des (niedrigen) Alkoholgehalts kein Halāl-Zertifikat.